# Sobretta-Gavia
Le massif de Sobretta-Gavia est un massif  des Préalpes orientales méridionales. Il s'élève en Italie (Lombardie).
Le Monte Sobretta est le point culminant du massif. Le Monte Gavia est le troisième plus haut sommet.

## Géographie

### Situation
Le massif est entouré du massif de l'Ortles au nord-est, du massif de l'Adamello-Presanella au sud-est, des Alpes bergamasques au sud et de la chaîne de Livigno au nord-ouest.
Il est bordé par l'Adda (Valteline) à l'ouest et l'Oglio (Val Camonica) au sud.

### Sommets principaux
- Monte Sobretta, 3 296 m
- Punta di Pietra Rossa, 3 278 m
- Monte Gavia, 3 223 m
- Cima Monticello, 3 177 m
- Monte Vallecetta, 3 148 m
- Monte Valmalza, 3 094 m
- Cima Bianca, 3 012 m
- Monte Coleazzo, 3 006 m
- Monte Serottini, 2 967 m

## Activités

### Stations de sports d'hiver
- Bormio
- Valfurva

### Environnement
Le massif est recouvert en partie par le parc national du Stelvio, créé en 1935 et agrandi en 1977.